# Friedrich Hermann Ernst Schneidler
Friedrich Hermann Ernst Schneidler (* 14. Februar 1882 in Berlin; † 7. Januar 1956 in Gundelfingen bei Münsingen) war ein deutscher Typograf, Kalligraph und Hochschulprofessor.

## Leben
Schneidler studierte an der Kunstgewerbeschule Düsseldorf Architektur bei Peter Behrens, später war er Schüler bei Fritz Helmuth Ehmcke. Ab 1905 arbeitete er als Lehrer in Solingen und zog 1909 nach Barmen. Im Ersten Weltkrieg war er Soldat.
1920 erfolgte seine Berufung an die Württembergische Staatliche Kunstgewerbeschule als Vorstand der Fachabteilung für graphische Künste und Buchgewerbe und als Professor. Schneidler gründete 1925 die Juniperus-Presse.
Schneidlers Hauptwerk, eine Sammlung von Studienblättern für Büchermacher, die den Namen Der Wassermann erhielt (1925 begonnen, größter Teil unter Mitwirkung der Fachlehrer Walter Veith [Setzerei], Julius Heilenmann [Druckerei], Josef Wenzky [Stein- und Kupferdruck] bis 1934, ungefähr 20 Blätter während des Zweiten Weltkriegs gedruckt), kam nach Kriegsende in vier Abteilungen (Kassetten) nach Sachgebieten geordnet – bei nur fünf vollständigen Exemplaren – mit etwa 60 unvollständigen Exemplaren in den Handel. Erstmals umfassend öffentlich gezeigt wurde das Mappenwerk 1996 im Rahmen der von Wolfgang Kermer kuratierten Ausstellung Zwischen Buch-Kunst und Buch-Design: Buchgestalter der Akademie und ehemaligen Kunstgewerbeschule Stuttgart in der Württembergischen Landesbibliothek Stuttgart sowie 1997 in einer gleichnamigen Präsentation im Klingspor-Museum in Offenbach am Main.
Trotz seiner NSDAP-Mitgliedschaft ab 1939 und der Aufnahme in die Gottbegnadeten-Liste („Führerliste“) der wichtigsten Gebrauchsgrafiker des NS-Staates erhielt Schneidler 1946 bei der Wiedereröffnung der Staatlichen Akademie der Bildenden Künste Stuttgart die Lehrerlaubnis, nachdem die amerikanische Militärregierung die Weiterbeschäftigung „anheimgestellt“ hatte. Im Entnazifizierungsverfahren wurde er als Mitläufer eingestuft.
Auf seinen Antrag hin wurde Schneidler 1948 in den Ruhestand versetzt, erklärte sich aber bereit, den Unterricht bis zur Klärung der Nachfolgefrage (die 1949 mit der Berufung von Walter Brudi und Eugen Funk erfolgte) weiterzuführen. Durch seinen Einfluss auf das damalige Akademierektorat unter Hermann Brachert misslang die vorgeschlagene Berufung des seinerzeit bereits international bekannten jüdischen Malers, Grafikers und Schriftgestalters Imre Reiner, der zur Zeit seines Studiums als „Lieblingsschüler“ Schneidlers galt, nach 1933 von diesem aber fallengelassen worden war.
Schneidler verstarb im Januar 1956 nach einem Treppensturz im eigenen Haus an einem Schädelbruch. Er fand seine letzte Ruhestätte am 11. Januar 1956 auf dem Pragfriedhof in Stuttgart.

## Werk und posthume Würdigung
Sein Credo lautete: Anfangen, anfangen, immer wieder mit Ernst anfangen. 
F. H. Ernst Schneidler gilt als Begründer einer sogenannten Stuttgarter Schule auf dem Sektor graphischer Gestaltung. Im Vergleich zu der am Bauhaus und von der „Neuen Typographie“ (z. B. Willi Baumeister) in den 1920er Jahren propagierten Auffassung vertrat er eine eher konservative Linie, die selbst dort spürbar blieb, wo er „modern“ sein wollte. Anlässlich des 100. Geburtstags von Schneidler veröffentlichte der damalige Akademierektor Wolfgang Kermer 1982 erstmals eine Schülerliste auf der Grundlage archivalischer Belege der Hochschule. Seine Schüler waren u. a. Carl Amann, Albrecht Appelhans, Eva Aschoff, Walter Brudi, Werner Bunz, Eric Carle, Eugen Funk, HAP Grieshaber, Klaus Grözinger, Margret Hofheinz-Döring, Albert Kapr, Emil F. Karsten, Carl Keidel, Hans Joachim Kirbach, Eberhard Koebel (tusk), Otto Kraft, Hilde Laupp, Hermann Georg Lechler, Erich Mönch, Wilhelm Nauhaus, Richard Neuz, Lilo Ramdohr, Lilo Rasch-Naegele, Imre Reiner, Hedwig Reiner-Bauer, Walter Renz, Harald Schaub, Peter Schneidler, Elsbeth Schneidler-Schwarz, Hans Schweiss, Willi Seidl, Rudo Spemann, Fritz Stelzer, Grete Stern, Georg Trump, Willi Vogt, Klaus Vrieslander. Eric Carle sagte über sein Studium: „Nach der verhassten Schule habe ich acht Semester bei Professor Ernst Schneidler an der Akademie der Bildenden Künste in Stuttgart studiert. Das waren die prägendsten und glücklichsten Jahre.“
2011 würdigte die Staatliche Akademie der Bildenden Künste Stuttgart sein Schaffen mit der Ausstellung Buch – Kunst – Schrift: F. H. Ernst Schneidler in der Württembergischen Landesbibliothek Stuttgart. 2013 wurde die Ausstellung im Klingspor-Museum in Offenbach am Main wiederholt und durch einen Ausstellungskatalog ergänzt.

## Nachlass und Nachlassverwaltung
Schneidler hinterließ ein umfangreiches malerisches, kalligraphisches und schriftschaffendes Werk. Sein künstlerischer Nachlass wurde zu einem großen Teil vom Auktionator Thomas Leon Heck übernommen.

## Ehrungen
- 1953: Verdienstkreuz (Steckkreuz) der Bundesrepublik Deutschland

## Schriften
- Schneidler Schwabacher (1911–1913)
- Schneidler-Fraktur (1913–1916)
- Schneidler Werk-Latein (1914–1919)
- Schneidler-Schrägschrift (1914–1919)
- Buchdeutsch (1923–1926)
- Deutsch-Römisch (1921–1928)
- Juniperus-Antiqua (1925)
- Kontrast (1929)
- Ganz Grobe Gotisch (um 1930)
- Graphik (1929/1934)
- Bayreuth (1932/1934)
- Horaz (1931–1933)
- Legende (1931–1937)
- Zentenar-Fraktur (1937–1939), anlässlich eines Wettbewerbs zum hundertjährigen Bestehen der Bauerschen Schriftgießerei in Frankfurt am Main , Beispiel siehe auch Gebrochene Grotesk
- Schneidler-Mediaeval (1932–1938)
- Stempel-Schneidler (1939)
- Amalthea (1956)

## Buchausstattungen/-gestaltungen
(nach Thomas Leon Heck)
1. Bruno Wille, Die Abendburg, Chronika eines Goldsuchers in zwölf Abenteuern, Jena 1909* (9.–11. Tsd. 1910, 15.–17. Tsd. 1912, 34.–38. Tsd. 1923) (monogrammierter Einband, Doppeltitel, Initialen und Buchausstattung) (Abb. bei Kermer, S. 120)
2. Hermann Löns, Der Wehrwolf. Eine Bauernchronik, Jena 1910 (79. Tsd. 1919, 236.–251. Tsd. 1925, 352.–361. Tsd. 1930*). Der Einband zeigt neben runenartigen Elementen 8 Szenen in Holzschnittmanier aus dem Bauernleben wie Einpflanzen, Hausbrand, Kampf, Trinken etc. Schneidler: „Die schönsten alten Einbandornamente, die ich kenne, sind auf irischen Einbänden zu sehen.“ (Briefe, S. 13). Schon 1918 wurden Schneidlers Illustrationen durch die Walther Klemms ersetzt.
3. John Eimers (Hrsg.), Up sassisch Eer, Ut de nedderdüütshe Lyrik von uns Daag, Jena 1910 (Einband und monogrammierter Doppeltitel, mit passenden hansestädtischen Ansichten)*
4. Wolfgang Schultz, Dokumente der Gnosis, Jena 1910 (mit symbolischer 2-seitiger monogrammierter Titelzeichnung. Oschilewski nennt die Ausstattung „denkwürdig“)
5. Die Orestie des Äschylos, Jena 1910* (monogrammiertes Signet der Reihe auf dem Frontispiz: stilisiertes und idealisiertes Porträt des Äschylos, ferner Titelzeichnung, bei der broschierten Ausgabe auch Einbandzeichnung)
6. Henrik Pontoppidan, Teufel am Herd, Jena 1910 (und 1922) (Umschlag und Titel)
7. Sammlung Thule, Jena 1911ff. (Doppelsignet Adler und Schiff, sowie Doppeltitel)
8. Laotse. Tao Te King. Das Buch des Alten vom Sinn und Leben. Aus dem Chinesischen verdeutscht und erläutert von Richard Wilhelm, Jena 1911* (10.–14. Tsd. 1921, Titelzeichnung mit Schneidlers erster Umrahmung weggelassen, 25.–30. Tsd. 1941, 34.–36. Tsd. 1952 mit veränderter Gestaltung) (Einband, Doppeltitel, Umschlag)
9. Liä Dsi, Das wahre Buch vom quellenden Urgrund / Tschung Hü dschen ging / Die Lehren der Philosophen Liä Yü Kou und Yang Dschu, Jena 1911 (3.–5. Tsd. 1921, 6.–7. Tsd. um 1940) (Titel, Einband, Schutzumschlag)
10. Percival Lowell, Die Seele des Fernen Ostens, Jena 1911 (2-seitiger Titel)
11. Svend Fleuron, Ein Winter im Jägerhof, um 1911 (mindestens ein Motiv mit Schlittenfahrer)
12. Der Bücherwurm. Eine Monatsschrift für Bücherfreunde, Dachau 1912* (Das Heft April/Mai wurde ausschließlich von Schneidler illustriert. Von 26 Illustrationen und Initialen wurden zwei bis drei [z. B. ein Original-Linolschnitt] extra für diese Nummer geschaffen, die restlichen sind aus bereits veröffentlichten Werken reproduziert, z. T. in anderen Farben.)
13. August Horneffer, Der Priester, Jena 1912
14. Prometheus des Äschylos, Jena 1912* (monogrammierte Titelzeichnung)
15. Heinrich Heine, Atta Troll, Berlin, 1912*
16. Hafis, Eine Sammlung persischer Gedichte. Nebst poetischen Zugaben aus verschiedenen Ländern und Völkern. Übertragen von G. Fr. Daumer, Jena 1912 (Buchausstattung mit 10 ganzseitigen Illustrationen. Eine Schülerin Schneidlers meint in den männlichen Figuren Schneidlers Züge zu erkennen.)* (Ein textlich völlig veränderter Nachdruck, aber mit denselben Illustrationen, erfolgte unter dem Titel: Hafis, Gedichte aus dem Divan, Düsseldorf/Köln 1976*. Auch hat das Stuttgarter Antiquariat Steinkopf einen seiner Kataloge mit diesen Abbildungen illustriert*. Oschilewski lobt „die köstlichen Titel und Vollbilder“)
17. Dschuang Dsi, Das wahre Buch vom südlichen Blütenland, Jena 1912 (9.–10. Tsd. 1940) (Titelzeichnung und Umschlag)
18. Bücher der Edda, Jena (?) 1912 (Ausstattung)
19. Deutsche Märchen seit Grimm, Hrsg. Paul Zaunert, Jena 1912 (= erster Band, in der Reihe „Märchen der Weltliteratur“ Bd. 5; ein zweiter Band erschien 1923, in der Reihe „Märchen der Weltliteratur“ Bd. 23; Buchausstattung, d. h. Einband, Titelvignette, Löwensignet, Frontispiz und zahlreiche quadratische Initialen von Schneidler)* (siehe hierzu: Ulf Diederichs, Die Märchen der Weltliteratur 1912–1996, Teil I der Gesamtbibliografie 1912–1945, in: Marginalien, Zeitschrift für Buchkunst und Bibliophilie, Hrsg. Pirckheimer-Gesellschaft, Wiesbaden 1997, H. 145, S. 59 und 75–77, mit Abb. von zehn der „höchst künstlerischen“ Initialen Schneidlers in einem – den Sortimentsbuchhandel anklagenden – Verlagsprospekt vom 18. Oktober 1912. Schneidler erhielt für seine Arbeit 500 Reichsmark und damit ein Drittel dessen, was der Hrsg. bekam.)
20. Indische Sagen, übersetzt von Adolf Holtzmann, Neuherausgabe M. Winternitz, Jena 1913 (2. A., 3.–5. Tsd. 1921*). (Ornamentaler Pappeinband*, abgebildet in: Die Deutsche Bibliothek (Hrsg.), Die vollkommene Lesemaschine. Von deutscher Buchgestaltung im 20. Jahrhundert, Leipzig / Frankfurt am Main / Berlin 1997, S. 72. Teilweise mit Ganzledereinband*, der vorne und hinten Reiter von Schneidler trägt, der Rücken Ornamente von ihm. Der Doppel- und 13 Zwischentitel erinnern an Teppichmuster. Auf dem Schmutztitel findet sich Schneidlers abgewandelte Form des Diederichs-Löwen. Siehe zu diesem und anderen von Schneidler entworfenen Diederichs-Löwen: Irmgard Heidler, Der Verleger mit dem Löwen, in: Giovanna dal Magro und Anna Paola Zugni Tauro, Auf den Spuren des Löwen, eine Kunst- und Kulturgeschichte, München 1992, S. 157). Heidler meint im Anschluss an Eyssen, daß hier „der Jugendstil unter Zuhilfenahme von Motiven persischer Miniaturenmalerei noch einmal zu einer berückend schönen Nachblüte gelangt war“ (S. 197). Sie kennzeichnet Schneidlers Stil als „eine Spannung von Asymmetrie und Symmetrie“, mit Recht, da Schneidler diese Spannung in seinem Wassermann gelehrt hat. (Abb. bei Kermer, S. 15f). Mit diesem Buch sei „Schneidlers Tätigkeit als ‚Buchkünstler‘ eigentlich abgeschlossen“ (Oschilewski).
21. Alphonse Daudet, Die Abenteuer des Tartarin von Tarascon, Dachau, Der Gelbe Verlag Mundt 1913. Illustriert mit 45 Zeichnungen von Emil Preetorius, die ornamentale Einbanddeckelzeichnung ist von Schneidler.
22. Die altindische Philosophie nach den Grundworten der Upanishads: Der Gedanke vom All-Selbst in dem Rede-Wettkampf und den drei Lehrgesprächen des Yajnavalkya und die Braman-Atman-Lehre in ihren Haupt-Zeugnissen aus zwölf Upanishads des Veda in der Übersetzung von Paul Deussen. Mit der Beigabe eines freien philosophischen Commentars „Gedanken über das Problem des Selbstbewusstseins in Beziehung auf die Upanishads“ von Ernst te Peerdt, Buchausstattung von F.H.E. Schneidler, Monumentalausgabe, Jena 1914*, 450 nummerierte Exemplare. Ein „in jeder Hinsicht monumentales Werk“, von einem „Druckbild von grandiosem, aber stets gezügeltem Pathos“, ein „herrliches“ Buch, „das in Inhalt und äußerer Erscheinung alle Bestrebungen des großen Verlegers königlich zusammenfaßte“ (Eyssen, zit. n. Heidler S. 194), eine Ausgabe, von der „Eugen Diederichs nicht mit Unrecht behauptete, daß sie den Vergleich mit den Inkunabeln des 15. Jahrhunderts aushielte“ (Oschilewski, S. 2) Im Verlagsarchiv von Diederichs nicht vorhanden. Schneidler schuf Buchschmuck und verschiedene Einbände. Die künstlerische Leitung lag bei Ehmcke, die Schrift ist von Behrens.) (Ein Nachdruck bei Diederichs, Upanishaden, Die Geheimlehre der Inder, München, 12. Aufl. 1996, enthält eine Schneidler-Illustration der Erstausgabe.)
23. Kung-Futse, Gespräche (Lun Yü). Aus dem Chinesischen verdeutscht und erläutert von Richard Wilhelm, Jena 1914 (3.–4 Tsd. 1914, 5.–7. Tsd. 1921 mit verändertem Einband: Text im Quadrat statt im Querbalken, Sonnen mit Gesicht ersetzt durch stilisierte Strahlensonne ) (Titel, Einband und Schutzumschlag)*
24. Mong Dsi (Mong Ko), Jena 1916 (3.–5. Tsd. 1921) (Titel und Einband)
25. Klabund, Der Feueranbeter, Nachdichtung des Hafis, München 1919* (Frontispiz)
26. Georg Friedrich Giesecke, Mitteilungen über die Familie Giesecke und Pitterlin, Stuttgart 1919 (mit Zeichnungen, Umschlagzierstücken, Umrahmung der Textseiten und Bilder sowie der Schwabacher-Schrift von Schneidler)
27. Um Haydn und Mozart. Novellen von E.T.A. Hoffmann, W.H. Riehl, Matthäus Gerster, Josef Friedrich Perkonig, Eduard Mörike, Stuttgart 1921 (Einbandzeichnung)
28. Die Perser des Aischylos (verdeutscht von August Hausrath), (erstes und zweites Tausend) Jena 1923 (monogrammiertes Signet der Reihe auf dem Frontispiz: stilisiertes und idealisiertes Porträt des Äschylos, ferner monogrammierte Titelzeichnung, bei der gebundenen Ausgabe auch Einbandzeichnung, diese aber mit einem anderen Kopf)
29. I Ging. Das Buch der Wandlungen. Aus dem Chinesischen verdeutscht und erläutert von Richard Wilhelm, Jena 1924* (2-seitiger Titel, Umrandung identisch mit Mong Dsi. Schneidlers Urheberschaft ist allerdings nicht vermerkt!)
30. Adolf Weißmann, Die Musik der Sinne, 1925 (Titel)